# 홋카이도 대학

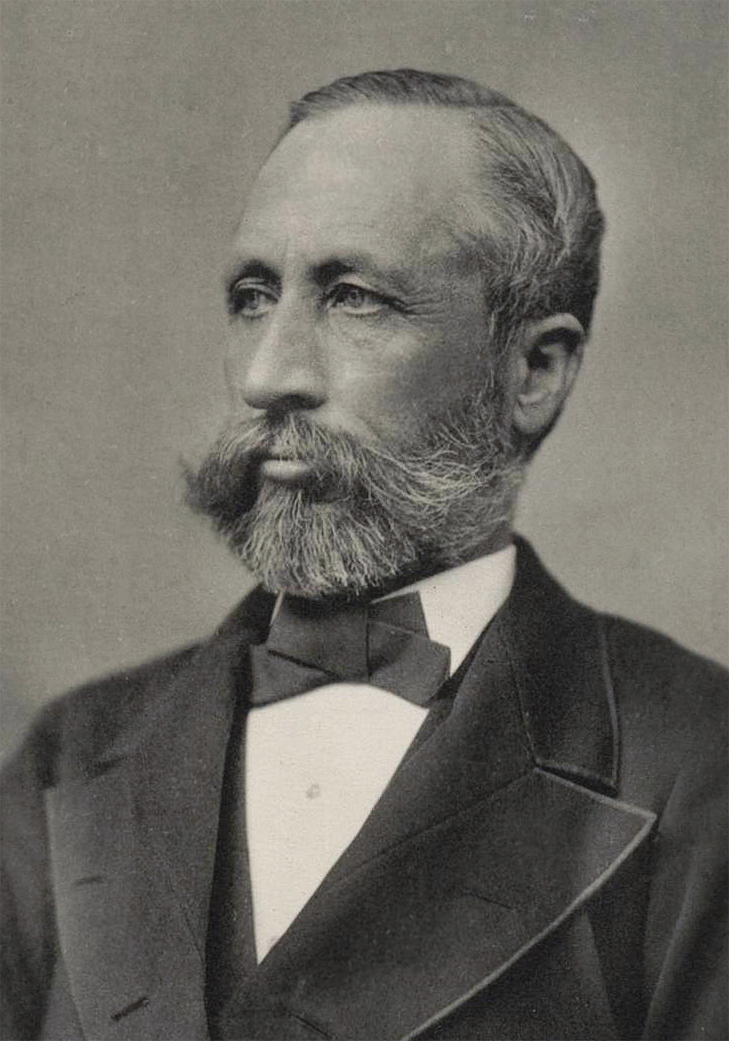
윌리엄 S. 클라크(초대 부총장). Boys, be ambitious의 격언으로 유명하다.

홋카이도 대학(일본어: 北海道大学 홋카이도다이가쿠[*], 영어: Hokkaido University)은 1918년 설립된 일본의 최상위권 명문 국립 대학이다.'호쿠다이(北大)'라는 약칭으로도 알려져 있으며, 일본의 최상위 대학 그룹 구(旧)제국대학 중 하나이다.
초대 교감 윌리엄 S. 클라크(William Smith Clark, 1826년-1886년)의 훈화 “Boys, be ambitious.”은 대학의 표어이다.
대학 본부는 홋카이도 삿포로시 기타 구(北区) 기타 8조 니시 5초메(北8条西5丁目)에 위치한다.

## 역사 및 연혁

### 역사
홋카이도대학은 일본 최초의 학사수여기관으로서 1876년 설립된 삿포로농학교(札幌農学校)를 전신으로 한다.
1900년 제국의회에서 '규슈, 도호쿠제국대학 설립건의안'과 '홋카이도제국대학설립건의안'이 제출되었다. 이 건의안은 중의원특별위원회에 의하여 가결되었으며, 의회의 의견이 정부에 표명되었다. 그러나 야댱으로부터의 건의안이었던 점, 1900년-01년이 불황기였던 점, 법적 구속력이 없었던 점 등으로 인하여 정부는 이들 대학의 설립에 소극적이었다. 이에 의회는 1901년 다시 한번 건의안을 제출하여 정부를 재촉하였으나, 1902년 도쿄,교토 이외의 제국 대학은 필요하지 않다는 내각의 의견에 따라 후쿠오카 시에 교토제국대학 후쿠오카의과대학(현 규슈 대학 의학부)의 설립만이 승인되었다.
그 후, 1907년 6월 센다이시에 도호쿠제국대학이 설립됨에 따라 삿포로농학교는 도호쿠제국대학 농과대학으로 승격하였다. 또한 같은 해 규슈제국대학이 설립 되었는데, 이들 대학의 설립에는 각 지방의 기부가 이어졌다. 특히, 후루카와 재벌이 106만엔을 기부하였는데, 그 중 약 13만엔이 도호쿠제국대학 농과대학에 기부되었으며, 현재 홋카이도 대학의 상징 중 하나이자 문학부의 연구실로서 사용되고 있는 후루카와기념강당은 이 자금으로 건립된 건물이다.
1911년 3번째의 '홋카이도제국대학설립건의안'이 제출되었으나 정부는 여전히 소극적이었다. 그러던중 제1차 세계 대전으로 인한 호황과 대학령 공포로 인한 각 제국대학의 학부제로의 이행으로 인하여 1918년 4월 홋카이도제국대학이 설치되었다.
제2차 세계 대전이 끝난 후, 1947년 제국대학령이 국립종합대학령으로 명칭을 변경함에 따라 제국대학은 국립종합대학으로 개칭되었다. 이에 따라 각 제국대학의 '제국'이라는 단어가 빠지게 되었으나 구제대학으로서의 학제는 보존되었다. 1949년 마침내 신제대학으로의 개편으로 인하여 1962년 구제 대학은 모두 폐지되었다. 이에 따라 학제 상의 제국대학도 모두 사라졌다.
이에 따라, 대학의 이름을 '홋카이도 대학'으로 변경하였으며, 2004년 국립대학법인화를 이행하여 지금에 이른다.

### 연혁
- 1872년 도쿄에 개척사(開拓使) 가설학교(仮学校) 설치.
- 1875년 삿포로에 이전. 삿포로 학교로 개칭.
- 1876년 삿포로 농학교(札幌農学校)로 개칭.
- 1903년 현 삿포로 캠퍼스에 이전.
- 1907년 도호쿠 제국대학(東北帝国大学)농과대학이 됨.
- 1918년 홋카이도 제국대학(北海道帝国大学)으로 개칭. 농과대학을 설치.
- 1919년 농과대학을 농학부로 개칭. 의학부를 설치.
- 1924년 공학부를 설치.
- 1930년 이학부를 설치.
- 1947년4월 법문학부를 설치.
- 1947년10월 구제(舊制) 홋카이도 대학으로 개칭.
- 1949년 하코다테 수산 전문학교[1](函館水産專門学校)를 합병. 신제(新制) 홋카이도 대학 발족.
- 법문학부, 교육학부, 이학부, 의학부, 공학부, 농학부, 수산학부를 설치.
- 1950년 법문학부를 개조: 문학부, 법경학부.
- 1952년 수의학부를 설치.
- 1953년 법경학부를 개조: 법학부, 경제학부.
- 1965년 약학부를 설치.
- 1967년 치과학부를 설치.
- 1995년 교양부를 폐지.
- 1999년 종합 박물관을 설치.
- 2003년 의학부 부속 병원과 치학부 부속 병원을 홋카이도 대학 병원으로 통합.
- 2004년 의료 기술 단기대학부가 의학부 보건 학과로 승격. 국립대학 법인법의 규정에 의해 '국립대학 법인'이 된다. 법과 대학원 설치.
- 2005년 대학 문서관을 설치, 공공정책 대학원 및 회계 대학원 설치.
- 2006년 약학부 약학과를 6년제로 옮기고, 종합 약학과 폐지 후 4년제 학과의 약학과 설치.

## 캠퍼스
- 삿포로(札幌) 캠퍼스: 대학 본부 캠퍼스 - 홋카이도(北海道) 삿포로시(札幌市) 기타 구(北区) 기타 8조 니시 5초메(北8条西5丁目)

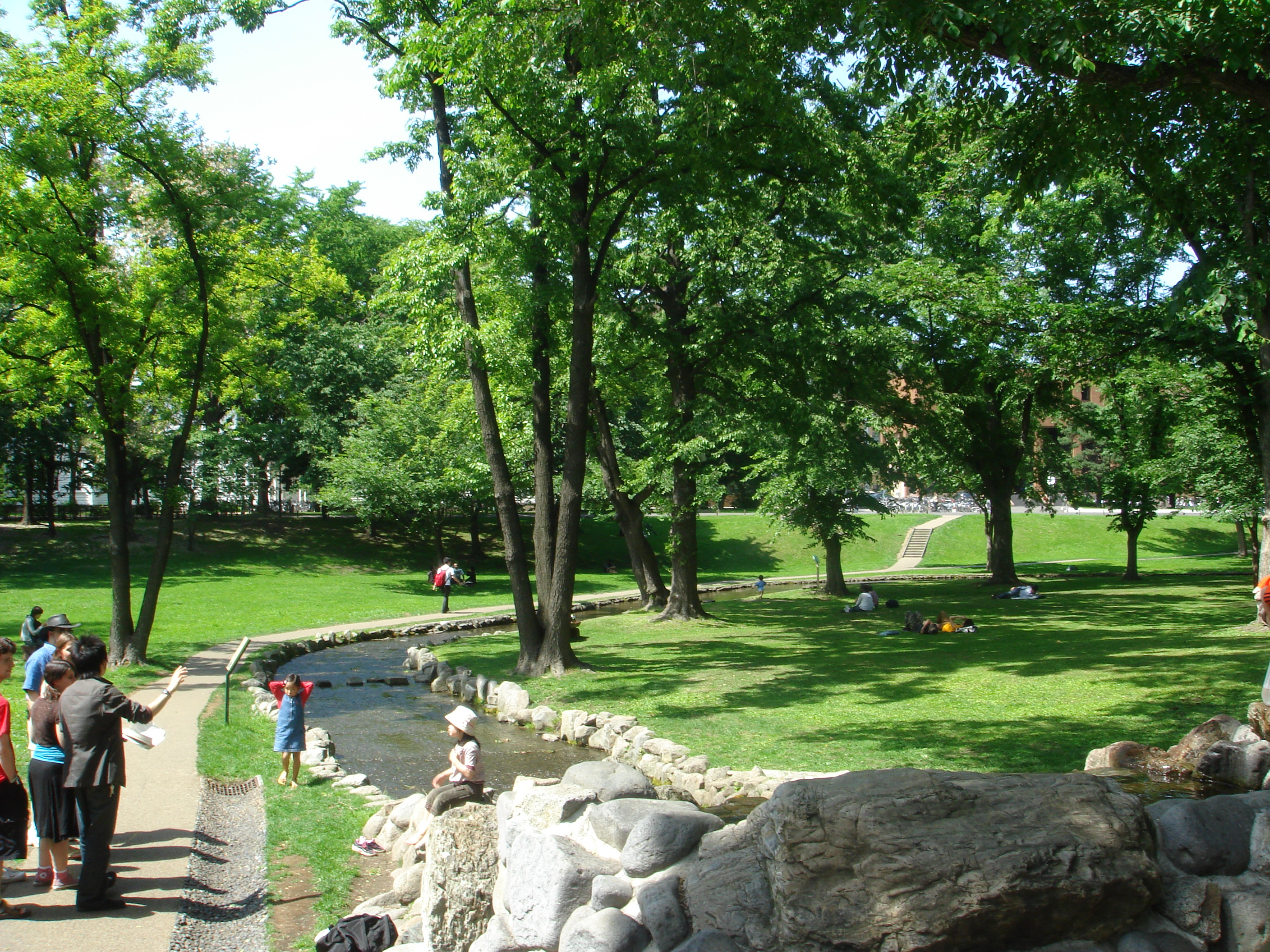
삿포로 캠퍼스

- 삿포로 캠퍼스하코다테(函館) 캠퍼스: 수산학부 캠퍼스
- 홋카이도(北海道) 하코다테시(函館市) 미나토 마치(港町) 3-1-1

## 학부 및 대학원

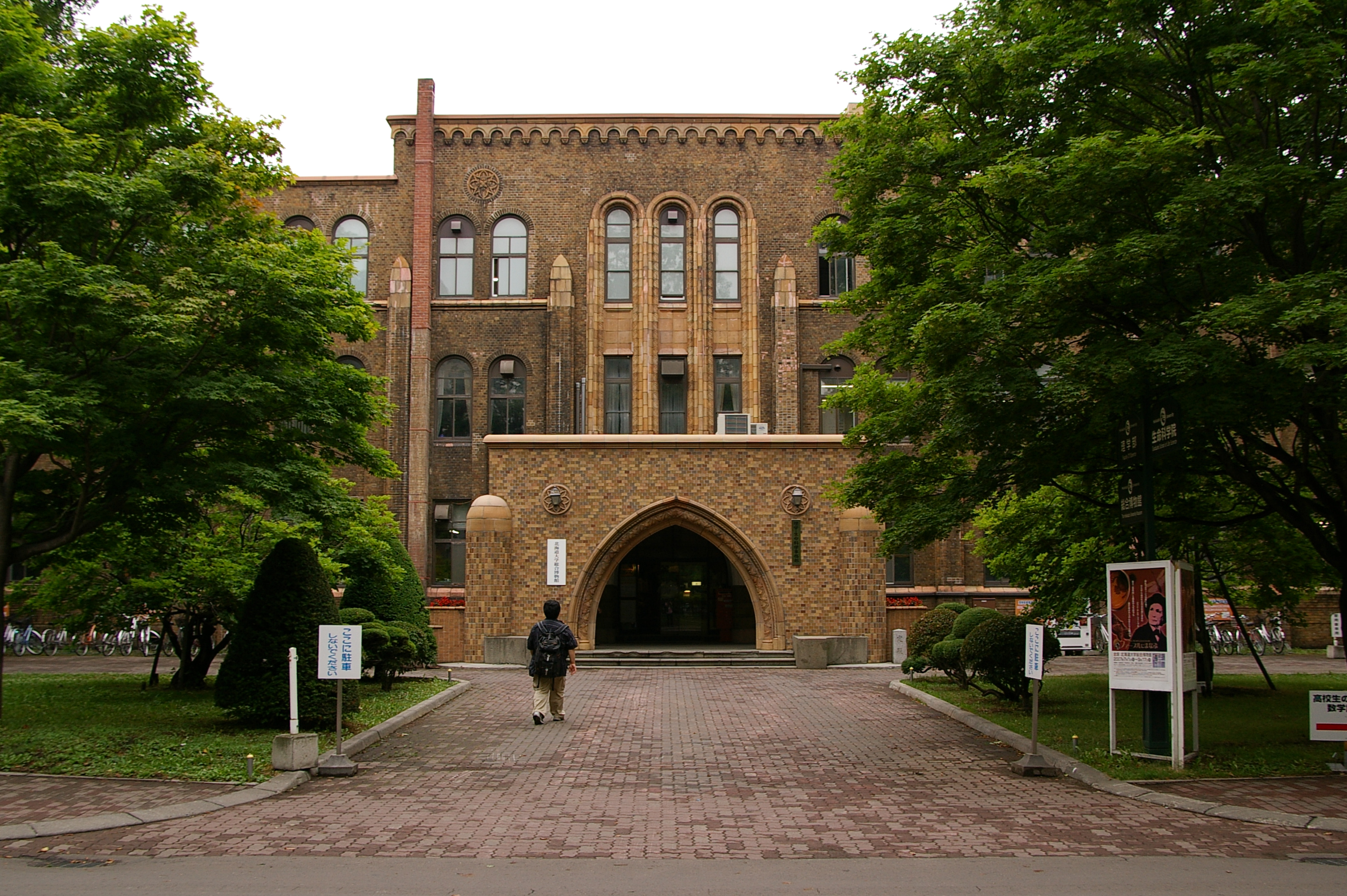
종합 박물관

### 학부
- 문학부
  - 인문과학과
    - 철학·문화학 코스
    - 역사학·인류학 코스
    - 언어·문학 코스
    - 인간시스템과학 코스
    - 일본문화론 코스
    - 아시아·아랍 문화론 코스
    - 유럽 ·미국 문화론 코스
    - 북방문화론 코스
    - 종합문화론 코스
- 교육학부
  - 교육학과
- 법학부
  - 법학과정
    - 법전문직 코스
    - 종합법정 코스
- 경제학부
  - 경제학과
  - 경영학과
- 이학부
  - 수학과
  - 물리학과
  - 화학과
  - 생물과학과
    - 생물학 전공분야
    - 고분자기능학 전공분야

  - 지구행성과학과
- 의학부
  - 의학과 (6년제)
  - 보건학과
    - 간호학 전공
    - 방사선기술과학 전공
    - 검사기술과학 전공
    - 물리치료 전공
    - 작업치료 전공
- 치학부
  - 치학과
- 약학부
  - 약학과 (6년제)
  - 약 과학과
- 공학부
  - 응용이공계학과
    - 응용물리공학 코스
    - 응용화학 코스
    - 응용재료공학 코스

  - 정보일렉트로닉스학과
    - 정보이공학 코스
    - 전기전자공학 코스
    - 생체정보 코스
    - 미디어네트워크 코스
    - 전기제어시스템 코스

  - 기계지능공학과
    - 기계정보 코스
    - 기계시스템 코스

  - 환경사회공학과
    - 사회기반학 코스
    - 국토정책학 코스
    - 건축도시 코스
    - 위생환경공학 코스
    - 자원순환시스템 코스
- 농학부
  - 생물자원과학과
  - 응용생명과학과
  - 생물기능화학과
  - 산림과학과
  - 축산과학과
  - 생물환경공학과
  - 농업경제학과
- 수의학부
  - 공동수의학 과정 (2012년부터 오비히로축산대학과 공동교육과정을 실시한다.) (6년제)
- 수산학부
  - 해양생물과학과
  - 해양자원과학과
  - 증식생명과학과
  - 자원기능화학과

- 그 외
  - 종합교육부 (2011년부터 학부 입학자는 전원 종합교육부에 소속되어 문과, 이과의 각 커리큘럼을 수료한 후, 2학년부터 각 학부로 진학한다.)
  - 현대일본학 프로그램 (유학생만 입학 가능하며 모든 수업은 영어로 이루어진다. 다른 대학의 교양학부 상당.)
  - Integrated Science Program (유학생만 입학 가능하며 모든 수업은 영어로 이루어진다. 이학부(理學部)의 전공을 선택할 수 있으며, 학석사 통합과정이다.)

### 대학원
- 문학연구과 (석·박사)
  - 사상문화학 전공
  - 역사지역문화학 전공
  - 언어문학 전공
  - 인간시스템과학 전공
- 법학연구과
  - 법학정치학 전공 (석·박사)
  - 법률실무 전공 (법과대학원)
  - 부속 고등법정교육연구센터
- 경제학원·경제학연구원
  - 현대경제경영 전공 (석·박사)
  - 회계정보 전공 (회계전문직대학원)
- 의학연구과
  - 의과학 전공 (석사)
  - 의학 전공 (박사)
  - 부속 동물실험시설
- 치학연구과
  - 구강의학 전공 (박사)
- 공학연구원 (석·박사)
  - 응용물리학 전공
  - 유기프로세스공학 전공
  - 생물기능고분자 전공
  - 물질화학 전공
  - 재료과학 전공
  - 기계우주공학 전공
  - 인간기계시스템디자인 전공
  - 에너지환경시스템 전공
  - 양자공학 전공
  - 환경필드공학 전공
  - 북방권환경정책공학 전공
  - 건축도시공간디자인 전공
  - 공간성능시스템 전공
  - 환경창생공학 전공
  - 환경순환시스템 전공
- 수의학연구과 (박사)
  - 수의학 전공
  - 부속 동물병원
- 정보과학연구과 (석·박사)
  - 정보공학 전공
  - 정보일렉트로닉스 전공
  - 생명인간정보과학 전공
  - 미디어네트워크 전공
  - 시스템정보과학 전공
- 수산과학원·수산과학연구원 (석·박사)
  - 해양생물자원과학 전공
  - 해양응용생명과학 전공
- 환경과학원·지구환경과학연구원 (석·박사)
  - 환경기학 전공
  - 지구권과학 전공
  - 생물권과학 전공
  - 환경물질과학 전공
- 이학원·이학연구원
  - 수학 전공
  - 물성물리학 전공
  - 우주과학 전공
  - 자연사과학 전공
  - 부속 지진화산연구관측센터
  - 부속 핵반응데이터연구개발센터
  - 부속 게놈역학연구센터
- 약학연구원
- 농학원·농학연구원 (석·박사)
  - 공생기반학 전공
  - 생물자원과학 전공
  - 응용생물과학 전공
  - 환경자원학 전공
- 생명과학원·첨단생명과학연구원
  - 생명과학 전공 (석사)
  - 임상약학 전공 (4년제 박사)
- 교육학원·교육학연구원 (석·박사)
  - 교육학 전공
  - 부속 아동발달임상연구센터
- 국제홍보미디어·관광학원 미디어·커뮤니케이션연구원 (석·박사)
  - 국제홍보미디어 전공
  - 관광창조 전공
- 보건과학원·보건과학연구원 (석·박사)
  - 보건과학 전공
- 공공정책학 교육부·공공정책학 연계연구부 (공공정책대학원)
  - 공공정책학 전공
- 종합화학원 (석·박사)
  - 종합화학 전공

## 평가
- 구제국대학 중 하나로, 도호쿠 대학, 도쿄 대학, 도쿄 공업대학, 나고야 대학, 교토 대학, 오사카 대학, 규슈 대학 등과 함께 일본 최고 명문대학으로 꼽힌다.
- 2020년 THE 세계 대학 랭킹(Times Higher Education Japan University Rankings) 종합 평가 일본판에서 일본 5위를 기록하였다.[2]
- 2020년 QS World University Rankings™ 대학 평가에서는 종합대학평가 세계 132위(일본 7위)를 기록하였다.[3]
- 2020년 Academic Ranking of World Universities 대학 평가에서는 종합대학평가 세계 151-200위(일본 5-7위)를 기록하였다.[4]

## 한국 대학과의 관계
- 서울대학교
- 전북대학교
- 영남대학교
- 부경대학교
- 충남대학교
- 강원대학교
- 충북대학교
- 한경대학교
- 동의대학교
- 한국해양대학교
- 고려대학교
- 연세대학교
- 공주대학교
- 인천대학교
- 한양대학교
- 성균관대학교
- 서울시립대학교
- 한국과학기술원